# Dusponera
Dusponera là một chi bướm đêm thuộc họ Erebidae.